# Thomas Wegelin

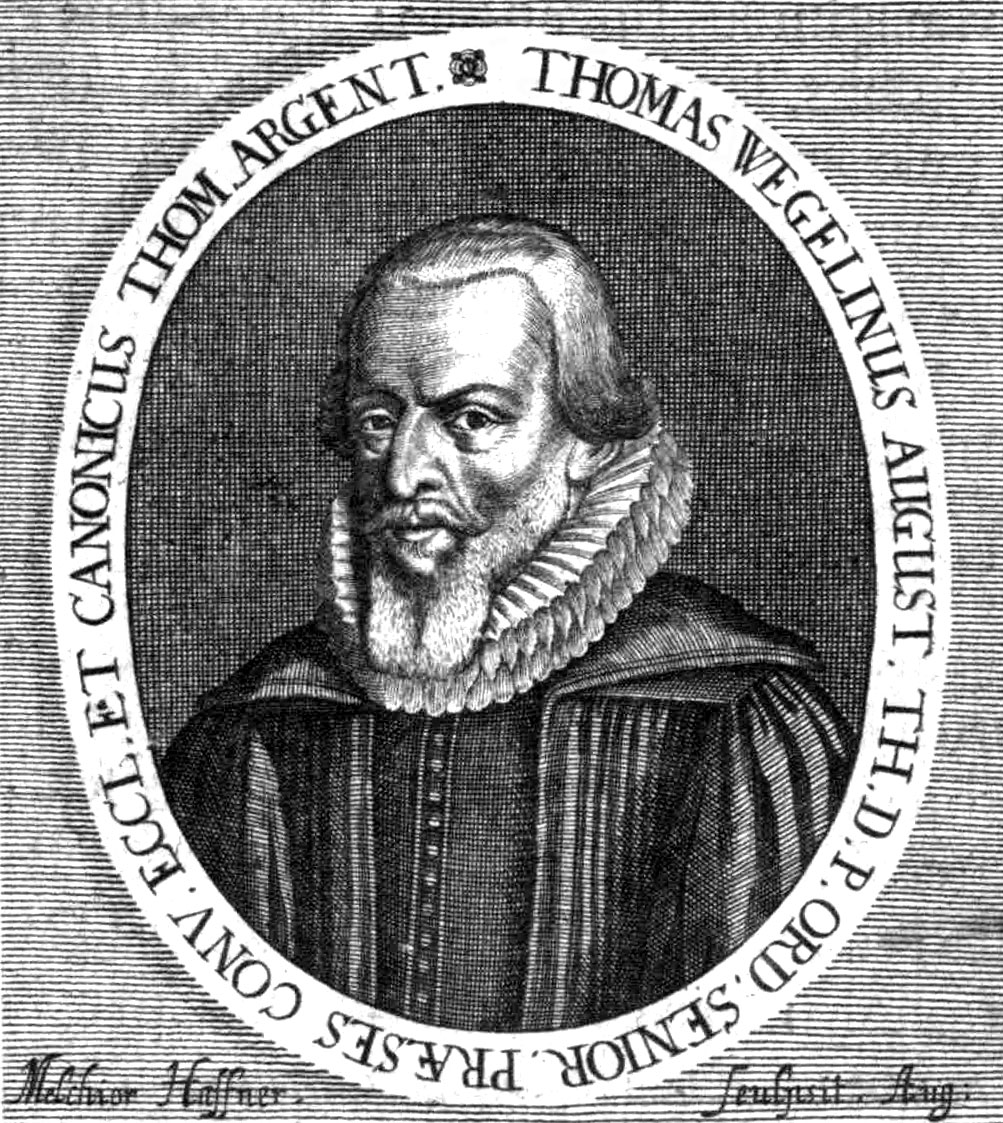
Thomas Wegelin

Thomas Wegelin (auch Vögelin; * 21. Dezember 1577 in Augsburg; † 16. März 1629 in Straßburg) war ein deutscher lutherischer Theologe und Hochschullehrer.

## Leben
Wegelin wurde als Sohn des Augsburger Bürgers Michael Wegelin und dessen Frau Regina (geb. Vorin) geboren. Sein Vater scheint in sehr hingebungsvoller Weise die Ausbildung seiner Kinder gefördert zu haben, denn auch der Bruder des Thomas Wegelin, Johann Wegelin, wurde später Pfarrer in Augsburg. Er besuchte das Augsburger Gymnasium. Anschließend ging er 1596 an die Universität Wittenberg, an der er 1599 den Magistergrad erhielt. Offensichtlich nötigte ihn die in Wittenberg grassierende Pest, 1600 in seine Heimat zurückzukehren. Noch im selben Jahr erhielt er eine Stellung als vierter Lehrer am protestantischen Gymnasium poeticum in Regensburg. 1604 ging er als Hofmeister nach Österreich und weiter nach Straßburg. Am 17. April 1608 bezog er die Universität Tübingen, wo er am 22. Juni 1608 zum Dr. theol. promoviert wurde.
Angeblich soll Wegelin in Tübingen eine Professur der Geschichte erhalten haben, was anhand der Tübinger Matrikel nicht haltbar ist. 1611 berief ihn der Markgraf Georg Friedrich von Baden als Diakon nach Pforzheim. Ab 1618 versah er das Amt eines Stadtpfarrers in Durlach, zudem wurde ihm die Leitung des Gymnasiums Illustre daselbst übertragen und er hielt als theologischer Gymnasialprofessor Vorlesungen. Im Jahr 1623 wurde er als Nachfolger von Johannes Gisenius zum Professor der Theologie an die Universität Straßburg berufen. Dort wurde er noch im selben Jahr Präsident des Kirchenkonvents sowie Rektor der Universität. Außerdem hatte er 1623, 1624, 1626 und 1627 das Dekanat der theologischen Fakultät inne.

## Werke (Auswahl)
- Trophaeum Augustinianum de Scriptura Sacra, fidei principio, Straßburg 1607.
- Oratio de quinque Paulis Romanis et discursus de pontificatu generali, Straßburg 1609.
- Ὑπόμνημα theologicum de hymno trisagio Sancte Deus, Sanctus fortis, Sanctus immortalis, miserere nostri, cum et sine clausula: Qui crucifixus es propter nos. Cui addidit Petrum Cnapheum Nestorianum in Jacobo Gretsero redivivum, Frankfurt am Main 1609.
- Relatio de discursu theologico inter serenissimos principes, Marchionem Badensem et Ducem Lotharingiae. Accessit iudicium de novo Jesuitarum contra omnes haereses amuleto, Tübingen 1613.